# Estatina
As estatinas, também conhecidas como  inibidores da HMG-CoA redutase (HMG-CoA), são uma classe de fármacos que se utilizam no tratamento da hipercolesterolemia e na prevenção da aterosclerose.

## Farmacologia
As estatinas têm estrutura esteroide e inibem a enzima HMG-CoA redutase (3-hidroxi-3-metil-glutaril-coenzima A reductase), a enzima responsável pela regulação de colesterol no fígado.
A HMG-Coa reductase também é importante na formação de lipoproteínas plasmáticas, sendo daí derivado os seus outros efeitos.
Muitas pessoas que ingeriram estatina diminuiram ataques cardíacos. Por isso os médicos tentaram aumentar o "colesterol bom" — que transporta a gordura do sangue até o fígado, onde ela é eliminada — com o objetivo de diminuir os riscos.

## Efeitos
- Diminuição do nível de colesterol sanguíneo, principalmente dos LDL ("mau colesterol").
- Aumentam o HDL ("bom colesterol").
- Diminuem os triglicerídeos.
- Melhora a função do endotélio dos vasos.
- Estabiliza a placa aterosclerótica.
- Efeito antitrombótico.
- Modula a inflamação
- Diminuição da produção de PSA (antígeno prostático específico)

### Efeitos adversos
- Dor abdominal, diarreia, prisão de ventre, flatulência
- Insónia, cefaleia, náuseas, dispepsia, astenia
- Mialgia, isto é, dor sem elevação de enzimas musculares.
- Infecção respiratória
- Fadiga
- Raramente miosite que é a presença de sintomas musculares com elevação da enzima CK.
- Rabdomiólise que é a presença de sintomas musculares com elevação da enzima creatina quinase acima de 10 vezes o valor superior da normalidade com elevação da creatinina e mioglobunúria urinária. Esta emergência médica necessita de tratamento eficaz com hidratação vigorosa do paciente. A ocorrência deste efeito colateral é menor que 5 por ano em cada 100 mil pacientes tratados¹.
- Reduz a quantidade de Q10 nos músculos.
- Perda de memória
- Perda cognitiva
- Outras reações adversas também foram relatadas, como erupção cutânea, prurido, urticária, tontura, cãibra muscular, neuropatia periférica, miopatia, parestesia, pancreatite, hepatite, icterícia e, raramente, cirrose, necrose hepática fulminante e hepatoma, anorexia, vômito e anemia.
- Também foram raros os casos de: angioedema, dispneia, síndrome do tipo lúpus, urticária, vermelhidão, febre, fotossensibilidade, polimialgia reumática, artrite, artralgia, vasculite, trombocitopenia, eosinofilia, aumento de VHS (hemossedimentação), mal-estar, tremor, vertigem, tontura, perda de memória, distúrbios psiquiátricos, ansiedade, insônia, depressão, anafilaxia, dermatose, púrpura, leucopenia, anemia hemolítica, calafrios, dispneia e eritema multiforme, incluindo síndrome de Stevens-Johnson; alopecia, mudanças na pele, ginecomastia, perda da líbido, disfunção erétil, oftalmoplegia, catarata.

## Usos clínicos
- Tratamento da hipercolesterolemia.
- Prevenção de enfarte do miocárdio e AVC em doentes de alto risco.
- Tratamento da hipercolesterolemia familiar, uma doença genética.

## Fármacos mais importantes
- Sinvastatina
- Atorvastatina: inibição irreversível da HGM-reductase (longa actuação).
- Lovastatina
- Pravastatina
- Rosuvastatina